# Maur (Švýcarsko)
Maur je město v kantonu Curych ve Švýcarsku. Žije zde přibližně 10 tisíc obyvatel.

## Geografie

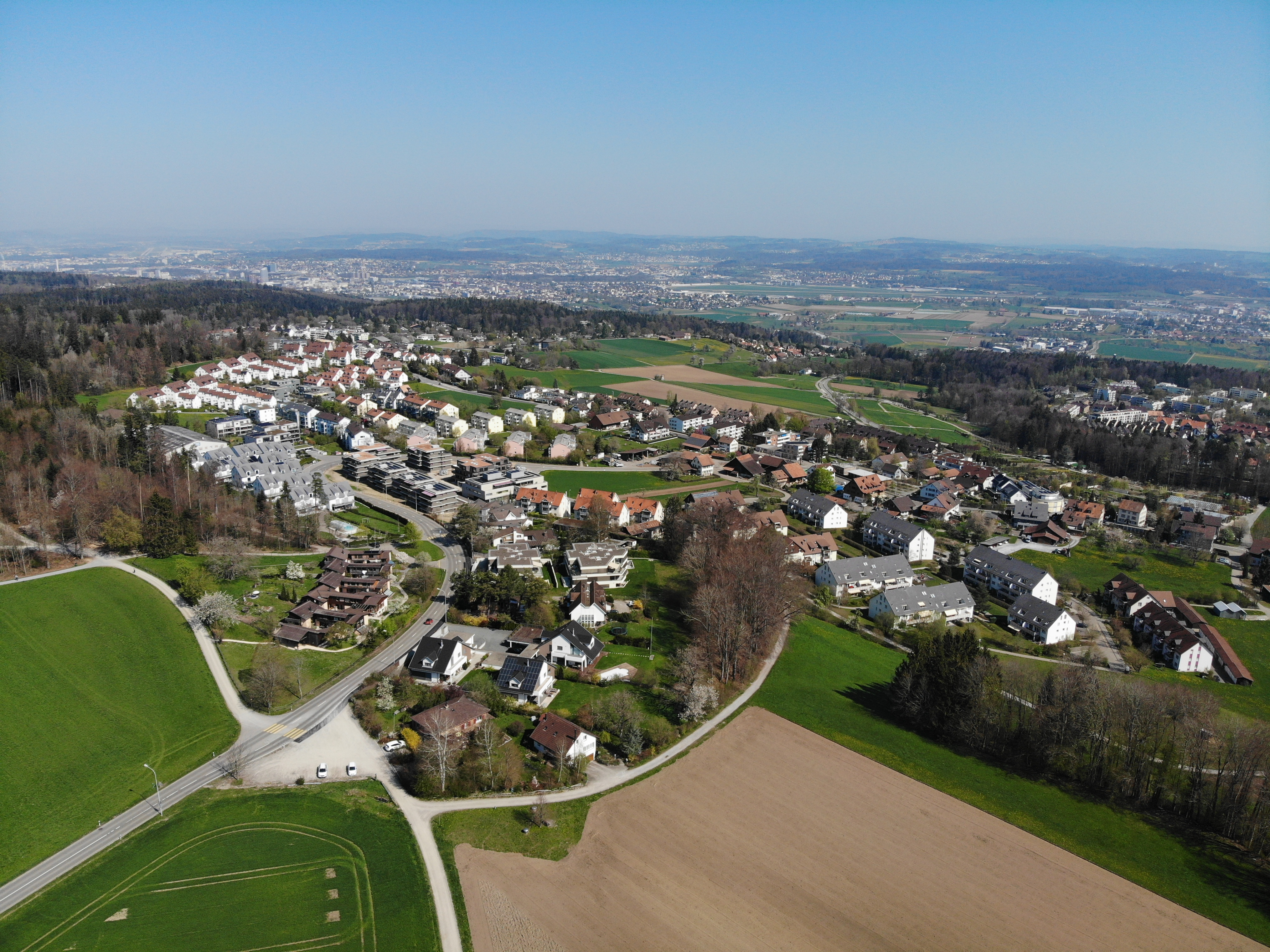
Západní část Mauru

Území obce se rozkládá od západního břehu jezera Greifensee až po vrchol masivu Pfannenstiel mezi Pfannenstielem (852 m n. m.) na jihu a Wassbergem (728 m n. m.) na severu. Výškový rozdíl mezi jezerem a Pfannenstielem činí téměř 400 metrů.
Kopcovité území obce je z přibližně jedné čtvrtiny pokryto lesy a z přibližně poloviny poli a pastvinami. Vesnice jsou převážně tvořeny rodinnými domy. Jezero s přístavištěm lodí, koupalištěm a Pfannenstielem je oblíbeným cílem výletů a túr. Břehy jezera Greifensee, které jsou chráněnou přírodní rezervací, nejsou zastavěné, což přispívá k venkovskému vzhledu obce navzdory její blízkosti k městu Curych.
Břehy jezera Greifensee jsou ploché. Niva je nejširší u obce Maur a směrem na sever se výrazně zužuje. Svah, který navazuje na nivu, je téměř celý zalesněný. Následují rovnější části, na kterých se rozkládají vesnice a pole na vrších (Binz, Ebmatingen a Aesch). Kopce pohoří Pfannenstiel jsou nahoře ploché a z větší části zalesněné. Potoky, které odvodňují Greifensee, jako Dorfbach a Aschbach, mají jen malý průtok.
Sousedními obcemi jsou Fällanden, Mönchaltorf, Egg, Herrliberg, Küsnacht, Zumikon, Zollikon a město Curych.

## Historie

Letecký pohled (1931)

První kostel byl postaven kolem roku 700 (jedná se o jeden z nejstarších kostelů v kantonu Curych). Z této doby bylo objeveno také několik hrobů: pohřebiště u Aeschu a několik hrobů pod dnešním kostelem. Maur byl v té době místním správním a hospodářským centrem centrálního královského dvora v Curychu. Maur byl poprvé písemně zmíněn ve druhé polovině 9. století ve velkém rotulu Grossmünstera v Curychu, který uváděl seznam jeho majetků podléhajících dani na počátku 9. století. Se založením kláštera Fraumünster v Curychu Ludvíkem Pobožným získal Maur kolem roku 830 novou paní, což však brzy vedlo k sporům. Jak je zaznamenáno ve velkém Rotulu, v rozhodčím nálezu biskupa z Kostnice z roku 946 bylo potvrzeno, že Maur, Ebmatingen a Binz musí platit daně Grossmünsteru.
Klášter Fraumünster poté jmenoval správce, který se staral nejen o správu statku, ale také vykonával nižší soudní pravomoc. Kromě toho mu náleželo právo první noci, které bylo písemně zaručeno v listině z roku 1543 a podle kterého mohl strávit svatební noc s každou nevěstou z obce. Toto právo je v celém německy mluvícím prostoru doloženo pouze v listině pro Hirslanden a Stadelhofen. Historici však nevěří, že správce toto ius primae noctis skutečně využíval. Ženich mu totiž mohl zaplatit náhradu, kterou interpretují spíše jako kompenzaci za nádobí, dřevo a vepřové maso, které správce a jeho žena museli přispět na svatební hostinu, než jako náhradu za ušlou zábavu.
Správce z Mauru byl brzy zařazen mezi občany a později mezi rytíře (šlechtice) města Curychu. Meier sídlil na hradě Maur, který byl v té době pravděpodobně jednoduchou obytnou věží.
Na počátku 14. století nahradila klášterní správu soudní moc Maur v rámci panství Greifensee. Správní obvod Ebmatingen byl naopak od staré curyšské války v rukou nejstaršího starosty města Curychu. Soudce také vedl obecní shromáždění a zastával tak vedoucí roli. Soudní panství Maur patřilo od roku 1424 do roku 1629/52 rodině Aeppli a po několika rodinách v Curychu od roku 1749 do roku 1775 slavnému rytci Davidu Herrlibergerovi. O posledně jmenovaném se říká, že panství koupil pouze proto, aby si zvýšil prestiž. Jako soudce prý nebyl příliš úspěšný a měl různé spory s vesničany a farářem. V roce 1775 prodal soudní pravomoc Heinrichu Zollingerovi, farmáři z Uessikonu. Ten měl zájem především o pozemky a soudní práva prodal městu Curych. Maur se tak stal součástí městské republiky Curych.
Maur měl v té době hospodu, dva mlýny u vesnického potoka, lázeňský dům a od roku 1604 řeznictví. Dnešní kostel pochází z 16. století. Další mlýny vznikly v Uessikonu v 16. století a na krátkou dobu také v Aesch v 19. století. Ve starém mlýně v Mauru je dnes umístěno místní muzeum.
Od roku 1628 existuje v Mauru stálá škola. Necelých dvacet let poté byla v Aesch založena škola, kterou do roku 1660 navštěvovaly také děti z Ebmatingenu. Uessikon získal oficiální a stálou školu až v roce 1772. V roce 1729 získal Maur vlastní školní budovu, v roce 1781 vznikla v Uessikonu druhá školní budova obce. V roce 1772 uměla správně číst pouze asi třetina školáků – počítání se neučilo.
V roce 1798 se Maur stal politickou obcí v rámci Helvétské republiky. Místní a občanské obce v jednotlivých vesnicích však existovaly ještě více než 100 let. Starostou obce byl podsoudní úředník volený radou města Curychu.
V 19. století prošla Švýcarsko hlubokými politickými a sociálními změnami, které ovlivnily i život v Mauru. Po založení moderního spolkového státu v roce 1848 byla dále rozšiřována spolková struktura, což posílilo samostatnost obcí. V této době se i v Mauru vyvinuly místní správní struktury a obec převzala stále více úkolů v oblasti vzdělávání, sociální péče a infrastruktury.
Z ekonomického hlediska byl Maur, stejně jako mnoho venkovských obcí, ovlivněno zemědělstvím. Na rozdíl od jiných obcí, které v 19. století prošly pomalou strukturální změnou, Maur nebyl zachvácen industrializací – řemesla a menší živnosti zůstaly vedlejšími činnostmi, ale mnoho obyvatel se věnovalo domácí práci, zejména tkaní hedvábí. Zavedení všeobecné školní docházky a rozvoj veřejného školství vedly ke zlepšení vzdělání obyvatelstva, což bylo patrné i v Mauru. V polovině 19. století byly ve všech částech obce postaveny nové školní budovy nebo zakoupeny stávající budovy.

## Obyvatelstvo
| Rok            | 1798 | 1836 | 1910 | 1950 | 1970 | 1990 | 2001 | 2009 | 2010 | 2018   |
| Počet obyvatel | 1623 | 2133 | 1421 | 1577 | 3943 | 6979 | 9061 | 9261 | 9517 | 10 204 |

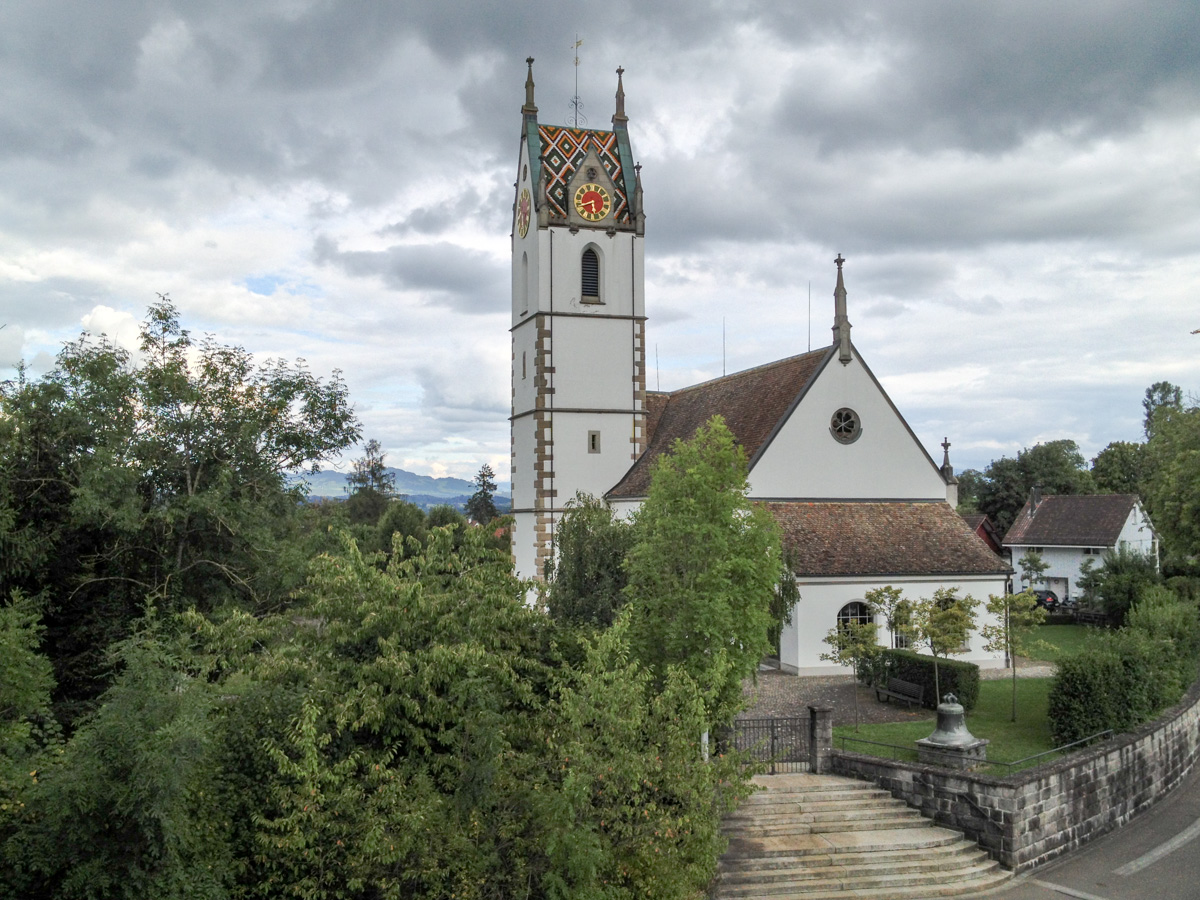
Reformovaný kostel

Podíl cizinců (obyvatel s trvalým pobytem bez švýcarského občanství) činil v roce 2024 22,7 % (2469 osob).

### Náboženství
Maur se nachází v převážně reformovaném kantonu Curych (24,5 % oproti 22,9 % římskokatolického obyvatelstva), čemuž odpovídá i zastoupení církví v obci. V roce 2022 se k evangelické reformované církvi hlásilo 31,2 % obyvatel, k římskokatolické 21,4 % a 47,4 % obyvatel mělo jinou nebo žádnou konfesní příslušnost.

## Hospodářství
Obec byla dlouhou dobu stranou od významných dopravních tahů. Bez železnice a bez vodnatých potoků se v obci nemohla uchytit žádná průmyslová výroba. Dosud je zemědělství vedle několika malých služeb a řemeslných podniků významným zaměstnavatelem. Čtyři pětiny pracujících si vydělávají na živobytí mimo obec, převážně ve městě Curych a v okolních obcích. Počet dojíždějících, kteří bydlí v Mauru a pracují mimo obec, je dvakrát vyšší než počet osob, které v Maur pracují.
Ve studiu Powerplay v Mauru nahrávaly desky a CD téměř všechny významné švýcarské hudební skupiny a mnoho mezinárodních kapel, například Bee Gees, Europe a další.

## Doprava

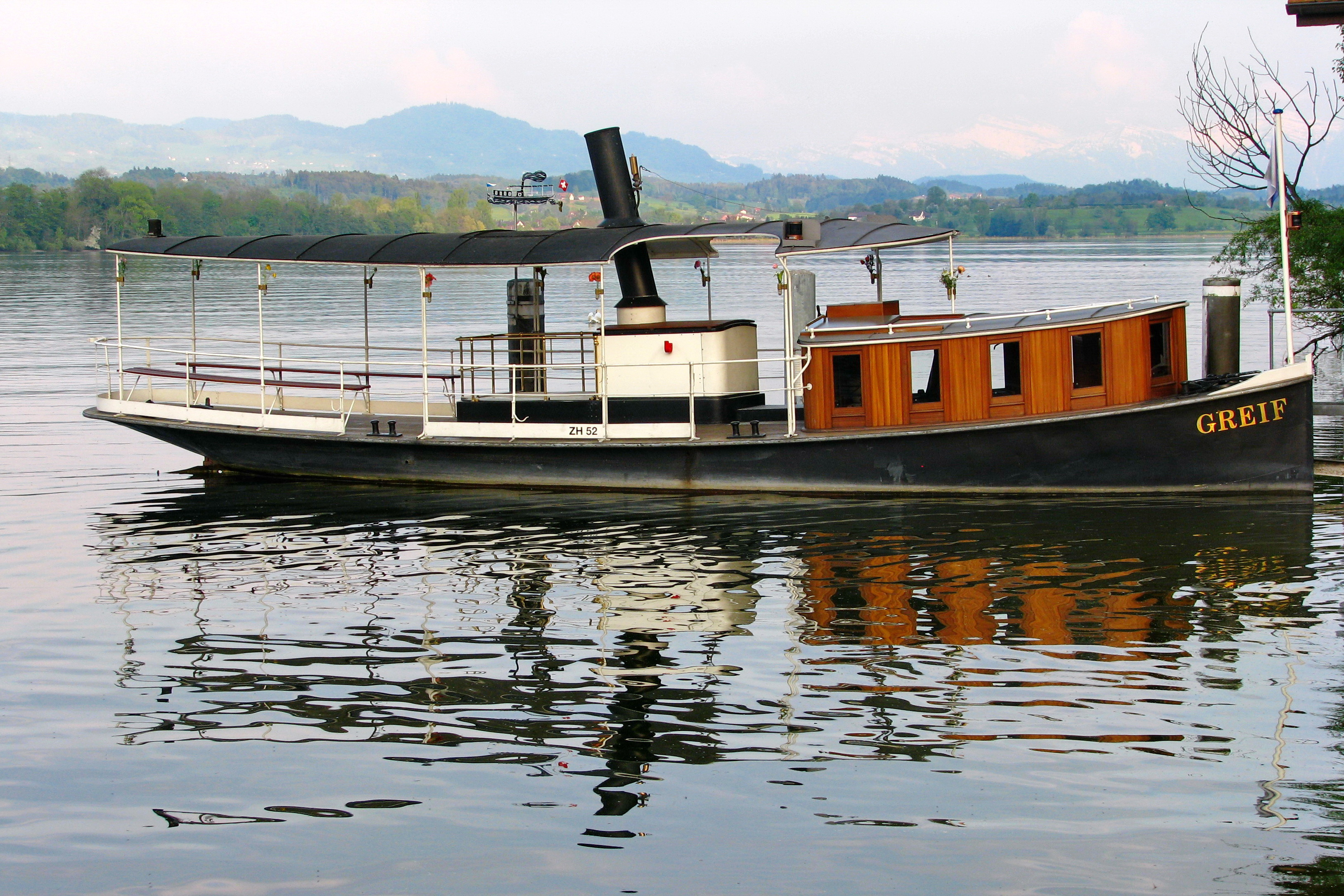
Parník Greif na jezeře Greifensee

Trať Forchbahn S18 Zürich Stadelhofen – Forch – Esslingen systému příměstské železnice S-Bahn Zürich spojuje za 20 minut část obce Mauremer Aesch (a Scheuren) s městem Curych.
Z Maur jezdí lodní spojení do Niederusteru. Vesnice Uessikon není napojena na veřejnou dopravu.

## Osobnosti
- Vroni König-Salmiová (* 1969), švýcarská reprezentantka v orientačním běhu